# 十二烯基丁二酸酐
十二烯基丁二酸酐（英語：Dodecenyl succinic anhydride，缩写）学名3-(1-十二烯基)噁戊环-2,5-二酮，分子式C16H26O3。它是淡黄色油状粘稠液体，相对密度1.002，粘度290mPa·s（25℃），毒性较大。它水解可以得到十二烯基丁二酸。

## 用途
用作环氧树脂和电镜实验中的固化剂。